# Leugny, Vienne
Leugny är en kommun i departementet Vienne i regionen Nouvelle-Aquitaine i västra Frankrike. Kommunen ligger i kantonen Dangé-Saint-Romain som tillhör arrondissementet Châtellerault. År 2022 hade Leugny 370 invånare.

## Befolkningsutveckling
Antalet invånare i kommunen Leugny
| Referens: INSEE |